# Silene filifolia
Silene filifolia là loài thực vật có hoa thuộc họ Cẩm chướng. Loài này được (Dusén) Bocquet miêu tả khoa học đầu tiên.